# L'Alqueria (Andratx)
La possessió de l'Alqueria és una possessió fortificada al municipi d'Andratx, a Mallorca, concretament al camí de ses Alquerioles que s'inicia en la carretera Andratx-Es Capdellà. A finals del segle XX la possessió fou rehabilitada.

## Etimologia i situació
Aquest possessió és en l'actualitat una de les més ben conservades del municipi d'Andratx i amb 480 quarterades és la més extensa de les possessions del terme. La seva situació als peus de la muntanya de s'Esclop ja va ser explotada en temps dels musulmans, quan era anomenada l'alqueria Salmanior. Aquesta antiga denominació apareix als capbreus de l'any 1401 i a altres documents del segle xv. Dita pels andritxols s'Uqueria, la denominació de s'Alqueria apareix en tots els documents oficials i es tracta de l'única de les antigues alqueries que encara avui conserva aquest nom, passant de nom genèric a propi. Des de l'època medieval fins al segle xvi fou una de les possessions més importants del sud de Tramuntana. Però a partir d'aquell moment decau progressivament fins a finals del XIX. Després de la compra per part de la darrera propietat, un milionari americà, la possessió torna a estar explotada i el seu patrimoni ha estat exemplarment rehabilitat. S'Alqueria és un dels bons exemples a Mallorca de patrimoni recuperat i adaptat als nous temps com també un bon paradigma de territori protegit.

## Història
Les primeres informacions sobre la possessió daten de l'1 d'octubre de 1232, quan el bisbe de Barcelona l'establí a Jaume Ferrer Bonafè amb escriptura atorgada davant el notari Guillem Company. L'any 1236 fou cedida a Arnau Otger per, anys més tard, passar pro indiviso a mans de Robert Seriol i Arnau Feixes. Aquests propietaris la dividiren en 2 parts l'any 1257, obligats per una sentència arbitral del jutge de la Cúria de la Baronia, restant per al primer la part confrontant a la possessió de l'Evangèlica i al segon la confrontant amb Galatzó. La possessió tornaria a unificar-se gràcies a la cessió de la part de Seriol a canvi d'un cens anual de 70 sous que serien redimits el 1299. Així Arnau Feixes quedà com a propietari de tota s'Alqueria el 1257 i al seu testament fet aquest any, davant el notari Pelegrí de Panso, nomenà hereu al seu fill dit Pere Feixes. Així la família Feixes tingué s'Alqueria fins al darrer terç del segle xv. D'aquest llinatge passà als Alemany, que més endavant signaren com Alemany de l'Alqueria que estigueren al front de la propietat fins al segle xix.
La primera dada dels Alemany al front d'aquesta possessió es dona l'any 1528 quan es documenta com a propietari de s'Alqueria a Antoni Alemany, descendent dels Alemany mercadés, fill de Gabriel Alemany de Son Martí Alemany de s'Arracó i casat amb Joana Perpinyà, de Son Perpinyà. Aquest personatge va ser un dels propietaris més rics d'Andratx, ja que a mitjan segle xvi la possessió de s'Alqueria comptava com ja s'ha esmentat amb les propietats del Rafal Blanc, Son Serra, les Alquerioles i Can Basqueta per compra a Pere Palmer de les Penyes, la possessió de Son Bosc, que formava part de l'alqueria islàmica de Gotmar i per dret hereditari de la seva mare la possessió de Son Perpinyà. Al testament d'aquest propietari fet l'11 de maig de 1542 nomena marmessor a un nebot seu, Baltasar Alemany, i hereus la seva dona Antonina i els seus fills Gabriel i Baltasar Alemany. A la seva dona li deixà una sèrie de censos en espècie mentre que a Gabriel li deixà l'alqueria dita de la viuda Na Palmera i a Baltasar el Rafal Blanc i el Rafal de Son Serra A Pere Alemany la possessió de Son Perpinyà, les coves d'en Freixes, i el Coll dels Coloms fins als Penyals. El 1553 es produeix un atac turc contra les costes d'Andratx on Gabriel Alemany de l'Alqueria, com a tinent de capità de guerra d'Andratx, juntament amb Jordi Fortuny presenten gran resistència i fan fugir els invasors. Dos anys més tard tornà a participar contra un nou desembarcament turc. Segons els Estims de 1581 s'Alqueria estava valorada en 7500 lliures. El 1589 Gabriel Alemany, fill, capbreva la possessió que estaria sota la seva propietat fins entre 1575-1590.
Un segle més tard, el 1685, sota la propietat de Pere Antelm Alemany el seu valor era de 10000 lliures. A partir d'aquest moment fins al segle xix sorgeixen molts de problemes relacionats amb herències i anys de males collites que fan que la possessió, les seves dependències i terres siguin dividits entre diferents membres de la família. Prova d'això és que Pere Antelm reparteix les diferents parts de les cases entre els germans Alemany i s'esmenta la “cambra de la torre”, destinada a una de les germanes hereves. També en un document de 1693 Gabriel Alemany dona al fill gran les cases majors si es casava i a un germà seu les terres de les Alquerioles “començant pel més alt de l'esquena de l'Ayrota i així fins a dalt de la moleta de s'Esclop”. La disgregació de la finca que palesa l'any 1768 quan la possessió d'Antoni Alemany feia partió amb Galatzó, amb el rafal de les Alquerioles, amb el rafal del Pou de la Mata, amb les terres de Joan Alemany de la Serra, amb les terres del Serral, amb el Rafal Blanc, propietat de Pere Alemany, amb Son Bosc i amb l'olivar dit la Casa Nova; propietats que just dos segles abans formaven part de s'Alqueria.
Durant el segle xviii el sistema d'explotació de la finca es dividí en dues parts. La primera corresponia a les terres més properes a les cases, les més productives, que estaven sota domini directe de la família Alemany mentre que la segona part, que corresponia a terres més marginals, foren establides a explotadors a canvi d'un cens. El 1860 s'Alqueria tenia una superfície de 1232 quarterades segons dades facilitades per l'Arxiduc Lluís Salvador.
L'aristòcrata descriu així la possessió: “A la part alta d'aquesta vall que es tanca per darrere formant una conspícua clotada, està en posició dominant la majestuosa casa de s'Alqueria, amb entrada d'arc rodó i pòrtic que progressa en arcs de matrius compostes. Els murs apareixen referits amb petites pedres i, enmig, un coll de cisterna amb emparrat que sosté quatre columnes quadrades d'angles aixamfranats. Des d'aquest indret hom té el millor accés a la mola de s'Esclop, que és on dirigirem les nostres passes seguidament. Passem a l'efecte pel coll Baix després d'ascendir per una escarpada costa rocosa, des del capdamunt de la qual contemplem l'extens bosc de pins de s'Alqueria, la vall d'Andratx, el port i l'ensenada de Santa Ponça, amb part del promontori del cap Malgrat i del Toro; al fons, la mar i la distant Eivissa”.
Entre la dècada dels setanta i vuitanta del segle xix s'aguditza la crisi financera dels Alemany de l'Alqueria propiciada pel fort endeutament de les hipoteques i per la profunda crisi dels grans terratinents de l'època. Això va propiciar que l'any 1895 la possessió fos adquirida en subhasta per Maria del Carme Salvà i Rosselló, casada amb Mateu Moragues Lladó procedent de Palma. Després de la mort del dit Mateu Moragues el 1934, Miquel Puigserver Mariano la comprà. Durant aquesta època s'aprofitaren al màxim els recursos forestals de la possessió. El 1967 entraren com a amos el matrimoni Joan Garcias i Catalina Vanrell, que reorganitzaren la producció agrícola i ramadera de la possessió. El 1986 s'Alqueria comptava amb 498 quarterades i fou venuda l'any 1988 pels germans Puigserver al magnat suís Stephan Schmidheiny
La nova propietat engrandí l'extensió de la possessió adquirint un any més tard ses Alquerioles i més tard anat agregant diversos rafals com Can Bielot, sa Grua i Can Tem Negre.

## Descripció de les cases
Des de l'arribada de la nova propietat es varen rehabilitar seguint els patrons de la primitiva construcció.
La façana principal de les cases està orientada al sud-est i presenta tres plantes d'alçat. Sobre la clau s'ubica un escut de pedra on diu “Salmanior”. A la planta baixa s'obren quatre finestres mentre que al primer pis hi ha tres finestres balconeres i un balcó. Allí hi ha un rellotge de sol amb el lema “El tiempo es oro”. Al damunt s'ubica el porxo, amb finestrons apaïsats. La torre de defensa s'alça adossada a l'esquerra de la façana principal. Presenta una planta quadrangular i està rematada per una teulada a quatre vessants. A l'esquerra de la torre hi ha un altre bloc de dues plantes que es correspon amb el menjador, la cuina i el saló.
El portal forà dona a un pas d'entrada empedrat i amb coberta de bigues. A la dreta hi han dues cambres cobertes per volta d'aresta. La clastra presenta un trespol emmacat i al fons hi ha una pèrgola de quatre pilars de secció quadrada i bastiment de fusta que cobreix un coll de cisterna. Sobre un dels pilars de la pèrgola es pot observar un relleu d'una creu amb calvari.
A l'esquerra hi ha un gran arc rebaixat amb columnes adossades que condueix a l'interior de les cases. Sota la porxada hi ha diversos elements destacables com un escut, una pica baptismal i una menjadora. Al damunt hi ha una llotja amb tres arcs rebaixats amb columnes de capitell jònic. En aquesta planta també es mostra una finestra d'estil renaixentista i des d'aquí, a través d'una escala, s'accedeix a la planta noble que presenta diverses sales, entre les quals destaca la de la xemeneia i la sala de música amb una foganya de marbre. A través de la porxada també es pot accedir a altres dependències com la cuina.
Enfront de l'entrada a la clastra hi ha les antigues cases dels amos, a les quals s'accedia a través d'un portal rodó dovellat. Al damunt s'obrí una finestra amb ampit. Tota aquesta façana presenta la particularitat d'estar ornamentada amb pedres de color negre procedents de Sóller. A la dreta hi ha la capella, damunt el portal de la qual hi ha el relleu d'una mare de Déu. L'interior de la petita capella està cobert per volta d'aresta i hi destaca un petit sagrari amb el relleu d'un calze de fusta tallada.
La tafona ocupa l'ala ubicada al fons de la clastra i s'hi pot accedir a través de dos portals. Un, situat al costat esquerre de la capella presenta un arc apuntat modern i l'altre, a la dreta de la capella, és un portal rematat per un arc d'ansa-paner i limitat per una porta. La tafona és l'element etnològic més important de la possessió, així com una de les més destacables de tot el municipi d'Andratx. Està ben conservada, amb les parts i components rehabilitats. Ocupa una gran part d'una sala de planta rectangular, empedrada i enllosada, coberta per una teulada a dos aiguavessos. A més dels dos portals esmentats n'hi un que dona al jardí i un altre als dipòsits d'oli. A les parets interiors de l'estança es poden apreciar algunes de les ampliacions i reestructuracions fetes al llarg de la història.
Des d'un portal apuntat s'accedeix a la part dels graners i del trull. A l'esquerra hi ha tres graners amb volta de canó. En el primer està la premsa mecànica que fou instal·lada a principis del segle xx. El trull compta amb el rutló de pedra i tremuja de fusta. A la part superior se situa l'arbre que té una roda dentada que distribueix la força cap a la premsa. Tant als permòdols que sostenen la jàssera que serveix d'eix del trull com a les bigues dels costats hi han un seguit d'inscripcions totes pertanyents al segle xx. A sota de la gran biga hi ha una pila d'esportins, el bassi i l'espai del descans del tafoner. A la cuixera hi ha inscrita la data “1709”.
Al centre de la sala hi ha l'esportinador de fusta, folrat de ferro. Al costat hi ha la caldera d'aram i la fornal. A ambdós costats del conjunt central hi ha dues rampes per a la comunicació entre les dues zones de la tafona. A la part baixa de la sala hi ha un portal comunica amb els safaretjos d'oli que ocupen quasi la totalitat de la paret fonda més tot el lateral dret.
A través d'un corredor empedrat s'accedeix a la part posterior de les cases, on se situa un celler, cobert per dues voltes d'aresta, i a altres dependències agrícoles com els estables o l'entrada dels graners de la tafona. Les cases de s'Alqueria estan envoltades de jardins que es distribueixen a partir d'una xarxa de petits camins i compten amb ornamentació de piques esculturades, brolladors i síquies.
Finalment cal destacar que a prop de les cases hi ha un altre element destacable de l'arquitectura popular, l'Aljub de ses Cases. Situat al nord-oest entre les cases i el Puig des Fasser, es tracta d'un dipòsit d'un sol cos cobert per una volta de canó. La seva planta és rectangular i presenta abeuradors per al bestiar. La captació de l'aigua es fa per filtració vertical però sobretot per escorrentia.